# کورادو اوریکو
کورادو اوریکو (انگلیسی: Corrado Orrico؛ زادهٔ ۱۶ آوریل ۱۹۴۰) بازیکن فوتبال اهل ایتالیا است.